# Lew Konstantinowitsch Atamanow
Lew Konstantinowitsch Atamanow (russisch Лев Константинович Атаманов; armenisch Լեւոն Կոնստանտինի Ատամանյան; * 21. Februar 1905 in Moskau, Russisches Kaiserreich; † 12. Februar 1981 in Moskau, Sowjetunion) war ein sowjetisch-armenischer Trickfilmregisseur beim sowjetischen Animationsfilmstudio Sojusmultfilm. Seine bekannteste Arbeit war Die Schneekönigin (russisch Снежная королева) (1957).
Atamanow war einer der führenden sowjetischen Trickfilmregisseure und einer der Begründer der sowjetischen Animationskunst. Er war Regisseur berühmter Klassiker der sowjetischen Zeichentrickfilme, wie der preisgekrönten Märchen Der gelbe Storch (1950), Scharlachrote Blume (1952), Die goldene Antilope (1954), Die Schneekönigin (1957) und der modernen satirischen Erzählung Der Schlüssel (1961). In seinen Werken vermittelte Lew Atamanow auf subtile Weise die nationale Färbung von Märchen und kombinierte romantische Hochstimmung in Bildern positiver Charaktere mit warmem und freundlichem Humor.